# Єнґі-Мольк
Єнґі-Мольк (перс. ينگه ملك) — село в Ірані, у дегестані Хосров-Бейк, у бахші Міладжерд, шахрестані Коміджан остану Марказі. За даними перепису 2006 року, його населення становило 545 осіб, що проживали у складі 118 сімей.

## Клімат
Середня річна температура становить 12,34 °C, середня максимальна – 31,77 °C, а середня мінімальна – -11,44 °C. Середня річна кількість опадів – 283 мм.
| Клімат поселення                              | Клімат поселення | Клімат поселення | Клімат поселення | Клімат поселення | Клімат поселення | Клімат поселення | Клімат поселення | Клімат поселення | Клімат поселення | Клімат поселення | Клімат поселення | Клімат поселення | Клімат поселення |
| Показник                                      | Січ.             | Лют.             | Бер.             | Квіт.            | Трав.            | Черв.            | Лип.             | Серп.            | Вер.             | Жовт.            | Лист.            | Груд.            |                  |
| Середній максимум, °C                         | 8,06             | 10,79            | 15,68            | 20,89            | 24,96            | 31,57            | 31,77            | 31,03            | 26,76            | 21,48            | 14,42            | 8,64             |                  |
| Середня температура, °C                       | −1,7             | 1,05             | 5,94             | 11,14            | 15,24            | 21,83            | 25,19            | 24,43            | 20,16            | 14,89            | 7,82             | 2,05             |                  |
| Середній мінімум, °C                          | −11,44           | −8,7             | −3,8             | 1,39             | 5,49             | 12,08            | 18,60            | 17,85            | 13,56            | 8,30             | 1,22             | −4,53            |                  |
| Норма опадів, мм                              | 42               | 35               | 48               | 40               | 35               | 7                | 1                | 1                | 1                | 10               | 24               | 39               |                  |
| Середньомісячна швидкість вітру, м/с          | 2.09             | 2.01             | 3.18             | 3.33             | 2.76             | 2.60             | 2.64             | 2.55             | 2.40             | 2.20             | 1.92             | 1.74             |                  |
| Середньомісячна сонячна радіація, кДж/м²·день | 8689             | 11925            | 14421            | 17912            | 22088            | 26771            | 25929            | 23848            | 20577            | 15005            | 10693            | 8641             |                  |
| --------------------------------------------- | ---------------- | ---------------- | ---------------- | ---------------- | ---------------- | ---------------- | ---------------- | ---------------- | ---------------- | ---------------- | ---------------- | ---------------- | ---------------- |
| Джерело:                                      |                  |                  |                  |                  |                  |                  |                  |                  |                  |                  |                  |                  |                  |